# Eichstaettia
Eichstaettia är ett utdött släkte av förhistoriska benfiskar som levde under äldre jura (Toarcian epok).

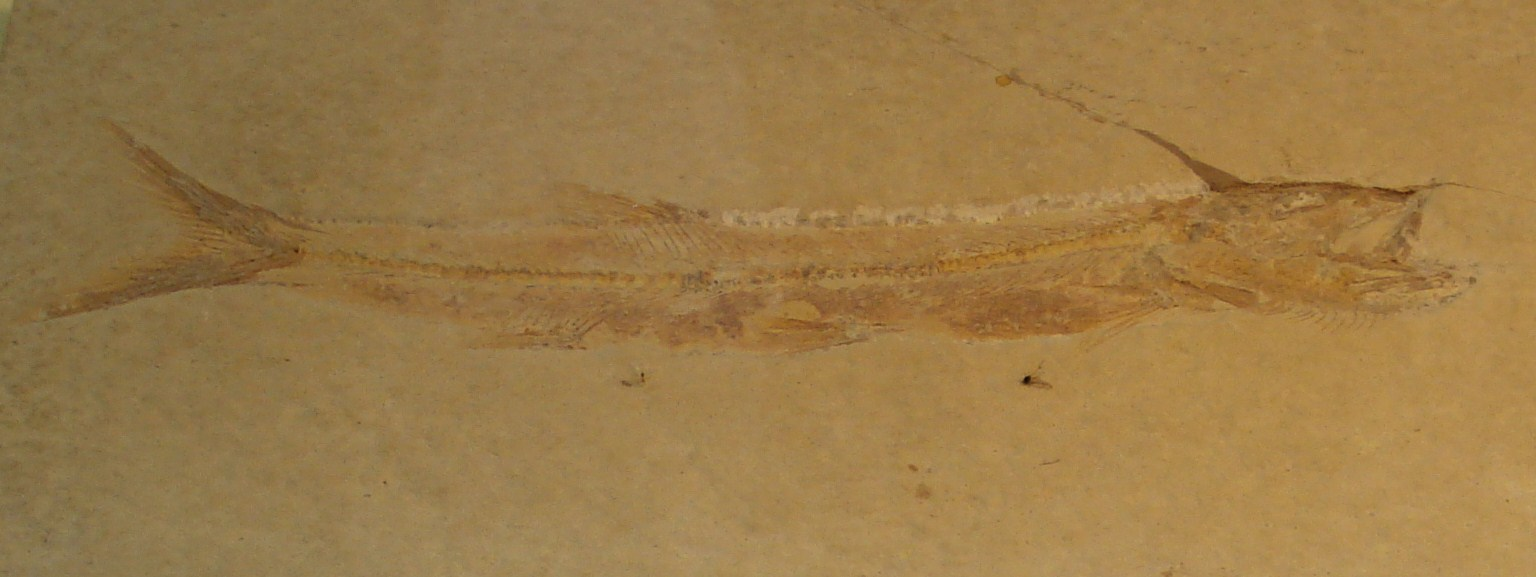
Eichstaettia mayri